# With the Students of the North Dakota Agricultural College
With the Students of the North Dakota Agricultural College è un cortometraggio muto del 1913 prodotto dalla Selig. Il nome del regista non viene riportato nei credit del film, un documentario girato nel Nord Dakota.

## Trama
Descrizione del tema del film di Moving Picture World synopsis in (EN)  su IMDb

## Produzione
Il film fu prodotto dalla Selig Polyscope Company.

## Distribuzione
Distribuito dalla General Film Company, il film - un breve documentario di 75 metri - uscì nelle sale cinematografiche statunitensi il 16 maggio 1913.
Nelle proiezioni, veniva programmato con il sistema dello split reel, accorpato in un'unica bobina con un altro cortometraggio prodotto dalla Selig, A Daughter of the Confederacy.